# Aladdin Sane
Aladdin Sane är ett musikalbum från 1973 av David Bowie. Titeln är en ordlek: jämför "a lad insane" = en galen kille. Albumet spelades in i Trident Studios, London och RCA Studios i New York och Nashville. Albumets låtar komponerades under det att Bowie turnerade i USA 1972, och på skivomslaget fanns en karta där varje plats en låt skrivits på markerats. Skivan kom att bli Bowies första albumetta i Storbritannien. 2003 kom albumet i en 30-årsjubileumsutgåva med en bonus-cd som omfattade tio spår.
Albumet blev år 2003 listat som #279 i magasinet Rolling Stones lista The 500 Greatest Albums of All Time. Pitchfork Media listade det som #77 på sin lista över de 100 bästa albumen från 1970-talet.

## Låtlista
Låtar där inget annat anges är skrivna av David Bowie.
1. "Watch That Man" - 4:30
2. "Aladdin Sane (1913-1938-197?)" - 5:07
3. "Drive-In Saturday" - 4:36
4. "Panic in Detroit" - 4:27
5. "Cracked Actor" - 3:01
6. "Time" - 5:14
7. "The Prettiest Star" - 3:31
8. "Let's Spend the Night Together" (Mick Jagger, Keith Richards) - 3:10
9. "The Jean Genie" - 4:06
10. "Lady Grinning Soul" - 6:24

## Singlar
- "Drive-In Saturday"
- "The Jean Genie"

## Medverkande
- David Bowie - Sång, gitarr, munspel, saxofon
- Mick Ronson - Gitarr, piano, sång
- Trevor Bolder - Bas
- Mick Woodmansey - Trummor
- Mike Garson - Piano
- Ken Fordham - Saxofon, flöjt
- Juanita Franklin - Bakgrundssång
- Linda lewis - Bakgrundssång
- Mac Cormack - Bakgrundssång

## Listplaceringar
| Lista (1973)   | Position            |
| -------------- | ------------------- |
| Australien     | 4 (Go Set)          |
| Finland        | 2                   |
| Frankrike      | 3                   |
| Kanada         | 20                  |
| Nederländerna  | 4                   |
| Norge          | 6 (VG-lista)        |
| Storbritannien | 1 (UK Albums Chart) |
| Sverige        | 9* (Kvällstoppen)   |
| USA            | 17 (Billboard 200)  |